# Montage of Heck: The Home Recordings
Albums de Kurt Cobain
Nevermind: The Singles (avec Nirvana)
(2011)
Singles
1. And I Love Her (cover)
Sortie : novembre 2015
2. Sappy (Audio Version)
Sortie : novembre 2015

Montage of Heck: The Home Recordings est l'unique album solo de Kurt Cobain. Paru à titre posthume, il constitue également la bande originale du film biographique Kurt Cobain: Montage of Heck. Sa date de sortie internationale est le 13 novembre 2015, sur le label Universal Music. Deux éditions dont sorties : une édition standard contenant treize pistes et une édition « deluxe » de 31 pistes. L'album est constitué d'expérimentations, compositions originales et reprises, enregistrées par Kurt Cobain et restées inédites après son décès.
L'accueil critique réservé à l'album est mitigé, certains professionnels — notamment les critiques de Pitchfork et du Guardian — ayant vu en cette sortie une forme de surexploitation commerciale posthume de mauvais goût.

## Liste des titres
| 1.  | The Yodel Song                                                         |  | 3:35 |
| 2.  | Been a Son (Early Demo)                                                |  | 1:20 |
| 3.  | The Happy Guitar (Instrumental)                                        |  | 2:12 |
| 4.  | Clean Up Before She Comes                                              |  | 2:34 |
| 5.  | Reverb Experiment                                                      |  | 2:52 |
| 6.  | You Can’t Change Me/Burn My Britches/Something in the Way (Early Demo) |  | 4:18 |
| 7.  | Scoff (Early Demo)                                                     |  | 0:37 |
| 8.  | Desire                                                                 |  | 2:27 |
| 9.  | And I Love Her (Cover)                                                 |  | 2:04 |
| 10. | Sappy (Early Demo)                                                     |  | 2:28 |
| 11. | Letters to Frances                                                     |  | 2:04 |
| 12. | Frances Farmer Will Have Her Revenge on Seattle (Demo)                 |  | 4:23 |
| 13. | She Only Lies                                                          |  | 2:47 |

| 1.  | The Yodel Song                                                         |  | 3:35  |
| 2.  | Been a Son (Early Demo)                                                |  | 1:20  |
| 3.  | What More Can I Say                                                    |  | 3:09  |
| 4.  | 1988 Capitol Lake Jam Commercial                                       |  | 1:27  |
| 5.  | The Happy Guitar (Instrumental)                                        |  | 2:12  |
| 6.  | Montage of Kurt                                                        |  | 2:11  |
| 7.  | Beans                                                                  |  | 1:21  |
| 8.  | Burn the Rain                                                          |  | 1:16  |
| 9.  | Clean Up Before She Comes (Early Demo)                                 |  | 2:34  |
| 10. | Reverb Experiment                                                      |  | 2:52  |
| 11. | Montage of Kurt II                                                     |  | 1:09  |
| 12. | Rehash                                                                 |  | 2:35  |
| 13. | You Can’t Change Me/Burn My Britches/Something in the Way (Early Demo) |  | 4:18  |
| 14. | Scoff (Early Demo)                                                     |  | 0:37  |
| 15. | Aberdeen                                                               |  | 4:19  |
| 16. | Bright Smile                                                           |  | 1:56  |
| 17. | Underground Celebritism                                                |  | 0:28  |
| 18. | Retreat (Instrumental)                                                 |  | 2:12  |
| 19. | Desire                                                                 |  | 2:27  |
| 20. | And I Love Her (Cover)                                                 |  | 2:04  |
| 21. | Sea Monkeys                                                            |  | 0:54  |
| 22. | Sappy (Early Demo)                                                     |  | 2:28  |
| 23. | Letters to Frances                                                     |  | 2:04  |
| 24. | Scream                                                                 |  | 0:32  |
| 25. | Frances Farmer Will Have Her Revenge on Seattle (Demo)                 |  | 4:23  |
| 26. | Kurt Ambiance                                                          |  | 0:25  |
| 27. | She Only Lies                                                          |  | 2:47  |
| 28. | Kurt Audio Collage                                                     |  | 0:24  |
| 29. | Poison's Gone                                                          |  | 2:11  |
| 30. | Rhesus Monkey                                                          |  | 0:43  |
| 31. | Do Re Mi (Medley)                                                      |  | 10:11 |

## Classements
| Classement musical                        | Meilleure position |
| ----------------------------------------- | ------------------ |
| Allemagne (MegaCharts)                    | 51                 |
| Australie (ARIA)                          | 75                 |
| Belgique (Flandre Ultratop)               | 42                 |
| Belgique (Wallonie Ultratop)              | 78                 |
| Espagne (Productores de Música de España) | 94                 |
| États-Unis (Billboard 200)                | 121                |
| France (SNEP)                             | 65                 |
| Royaume-Uni (OCC)                         | 5                  |
| Suisse (Schweizer Hitparade)              | 47                 |